# Netta-Folwark
Netta-Folwark – wieś w Polsce położona w województwie podlaskim, w powiecie augustowskim, w gminie Augustów.
W latach 1975–1998 miejscowość administracyjnie należała do województwa suwalskiego.

## Zabytki
- Zespół dworski, XIX/XX w., nr rej.: 411 z 3 sierpnia 1983[7]:
  - dwór, drewniany,
  - park.